# Кончето
 За заслона със същото име вижте Кончето (заслон).  
Ко̀нчето е стръмна и трудно достъпна седловина в Северен Пирин. Разположена е на главното планинско било на 2810 м. Заема най-ниската и тясна част от карстовия ръб между върховете Бански суходол от северозапад и Кутело от югоизток. Дължината на ръба е около 400 м, като най-тясната му част е около 150 м. На места широчината му достига до 0,50 м. Североизточните склонове на Кончето (400-500 метрови стени), които са обект на алпинизъм се спускат почти отвесно към циркуса Бански суходол, а югозападните (известни като Странето) под наклон 70° - към долината на Влахинска река. Геоложката основа е от окарстени протерозойски мрамори.
За първи път през 1934 година при зимни условия през Кончето минават българските алпинисти Никола Миронски и Любен Телчаров. Преминаването на седловината се улеснява с поставянето през 1963 година на въжен метален парапет и прокопаването през 1969 година на пътека по югозападните ѝ склонове. През Кончето преминава маркирана туристическа пътека от хижа Яворов за хижа Бъндерица и хижа Вихрен. На 15 минути северозападно от седловината се намира алпийският заслон Кончето.